# Egernia
Egernia este un gen de șopârle din familia Scincidae.

## Specii[1]
- Egernia arnhemensis
- Egernia carinata
- Egernia coventryi
- Egernia cunninghami
- Egernia depressa
- Egernia douglasi
- Egernia formosa
- Egernia frerei
- Egernia guthega
- Egernia hosmeri
- Egernia inornata
- Egernia kingii
- Egernia kintorei
- Egernia luctuosa
- Egernia major
- Egernia margaretae
- Egernia mcpheei
- Egernia modesta
- Egernia montana
- Egernia multiscutata
- Egernia napoleonis
- Egernia pilbarensis
- Egernia pulchra
- Egernia richardi
- Egernia rugosa
- Egernia saxatilis
- Egernia slateri
- Egernia stokesii
- Egernia striata
- Egernia striolata
- Egernia whitii